# Qasim Zia
Qasim Zia, född den 7 augusti 1961 i Lahore, Pakistan, är en pakistansk landhockeyspelare.
Han tog OS-guld i herrarnas landhockeyturnering i samband med de olympiska landhockeytävlingarna 1984 i Los Angeles.